# マクドノー (ジョージア州)
マクドノー（McDonough）は、アメリカ合衆国ジョージア州の都市。ヘンリー郡の郡庁所在地である。人口は2万9051人（2020年）。アトランタの南東45キロメートルに位置しており、アトランタ都市圏に含まれる。名称は軍人トーマス・マクドノーに由来している。

## 歴史
マクドノーの街は駅馬車の宿場として形成された。近くに水源があり、旅人や馬が休むのに適していた。目抜通りにはホテルや酒場、鍛冶屋などが並び、広場では市場が開かれた。郊外には綿花畑が広がり、農場労働者の大半は黒人奴隷だった。マクドノーは1823年に法人化した 。

## 人種構成
2020年アメリカ合衆国国勢調査によると、市の人口の64パーセントはアフリカ系アメリカ人である。

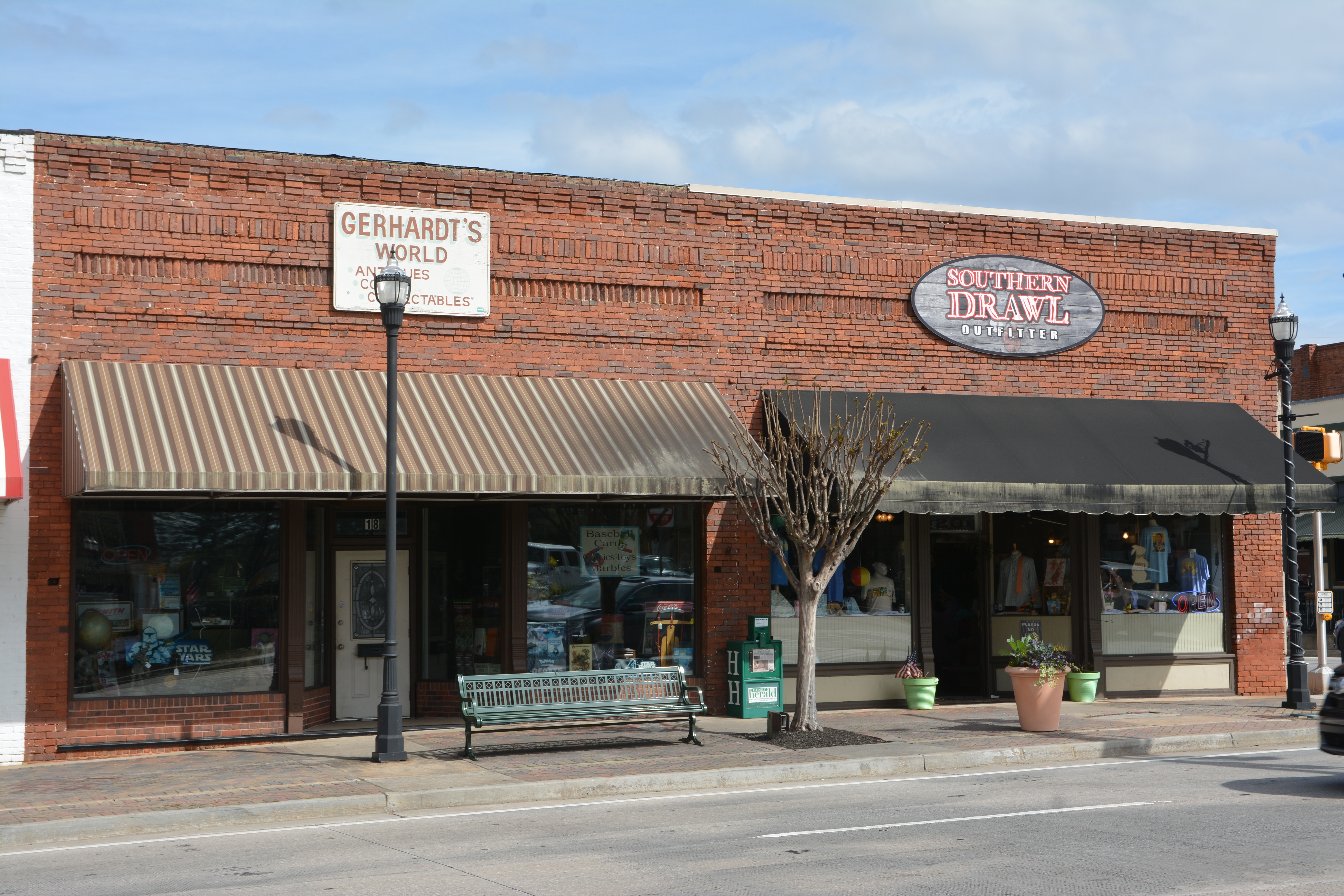
古い商店